# Сан-Блас (муниципалитет)
Сан-Блас (исп. San Blas) — один из 20-ти муниципалитетов штат Наярит в Мексике. Административный центр муниципалитета — исторический портовый город Сан-Блас.
Муниципалитет Сан-Блас включает часть тихоокеанского побережья Мексики, а также архипелаг Острова Марии, расположенные на расстоянии около 100 км от побережья. Общая площадь территории муниципалитета 823,6 км². Население муниципалитета в 2005 году — 37 478 жителей.
На территории муниципалитета расположены 100 населённых пунктов, самые крупные из которых:
| Населённый пункт       | Население чел. |
| Сан-Блас               | 9114           |
| Халькокотан            | 3866           |
| Гвадалупе-Виктория     | 2612           |
| Мекатан                | 2279           |
| Аутан                  | 1652           |
| Ла-Либертад            | 1439           |
| Наваррете              | 1390           |
| Санта-Крус-де-Мирамар  | 1353           |
| Атикама                | 1312           |
| Всего в муниципалитете | 37 478         |